# Бјан ле Усјер
Бјан ле Усјер (фр. Bians-les-Usiers) насеље је и општина у источној Француској у региону Франш-Конте, у департману Ду која припада префектури Понтарлије.
По подацима из 2011. године у општини је живело 571 становника, а густина насељености је износила 40,76 становника/km². Општина се простире на површини од 14,01 km². Налази се на средњој надморској висини од 745 метара (максималној 922 m, а минималној 700 m).

## Демографија
| 1962. | 1968. | 1975. | 1982. | 1990. | 1999. | 2011. |
| ----- | ----- | ----- | ----- | ----- | ----- | ----- |
| 363   | 399   | 402   | 476   | 517   | 529   | 571   |

График промене броја становника у току последњих година